# Husův sbor (Olomouc-Hodolany)
Husův sbor v Olomouci-Hodolanech je modlitebna Církve československé husitské nacházející se na nároží Farského a Hodolanské ulice.

## Historie
O stavbě Husova sboru v Hodolanech rozhodla místní obec Církve československé hned po svém ustanovení roku 1925. Základní kámen byl položen 22. srpna 1926. Budova byla slavnostně otevřena 15. srpna 1927. Varhany byly postaveny v roce 1956.

## Popis
Husův sbor v Olomouci-Hodolanech je funkcionalistická stavba. Na západní straně se nachází nedokončená věž a kryté schodiště vedoucí do prvního patra, kde je modlitební sál. Vnitřek kostela prosvětlují vysoká okna. Pod kostelem se nacházejí prostory, které se pronajímají už od doby vzniku pro splacení dluhů vzniklých výstavbou.